# Lepidocordia williamsii
Lepidocordia williamsii là loài thực vật có hoa trong họ Mồ hôi. Loài này được (I.M.Johnst.) J.S.Mill. mô tả khoa học đầu tiên năm 1989.